# La Chapelle-d'Aligné
Pour les articles homonymes, voir La Chapelle.
La Chapelle-d'Aligné est une commune française, située dans le département de la Sarthe en région Pays de la Loire, peuplée de 1 725 habitants.
La commune fait partie de la province historique de l'Anjou, et se situe dans le Baugeois.

## Géographie

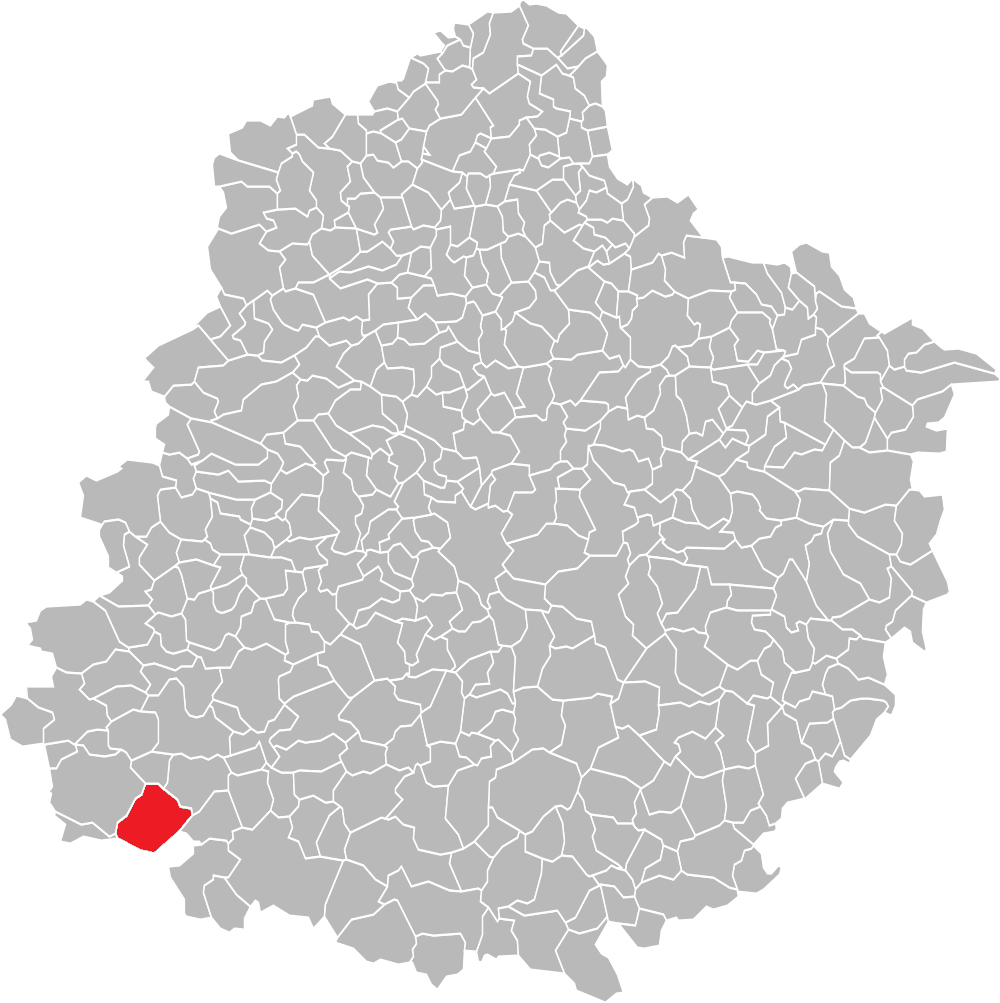
Situation de la commune de La Chapelle-d'Aligné dans le département de la Sarthe.

### Localisation
La Chapelle-d'Aligné, commune du sud du département de la Sarthe, est située au cœur du Maine angevin. Le village se trouve, en distances orthodromiques, à 43,8 km au sud-ouest du Mans, la préfecture du département, à 6,8 km au nord de Durtal et à 12,7 km à l'ouest de La Flèche, les villes les plus proches. Les communes limitrophes sont Louailles, Crosmières, Notre-Dame-du-Pé, Le Bailleul, Précigné et Durtal.
| Précigné         | Louailles               | Le Bailleul |
| Notre-Dame-du-Pé | La Chapelle-d'Aligné    | Crosmières  |
|                  | Durtal (Maine-et-Loire) |             |

### Géologie et relief
La superficie de la commune est de 3 404 hectares. L'altitude varie entre 28 et 67 mètres. Le point le plus bas se trouve sur le ruisseau l'Argance, au sud, à la limite communale avec Durtal.

### Hydrographie
L'Argance, un affluent du Loir, prend sa source à Villaines-sous-Malicorne et borde la commune à l'est. La Voutonne, et son affluent le ruisseau de l'étang Garreau, bordent la commune au nord et à l'ouest.

### Climat
Pour des articles plus généraux, voir Climat des Pays de la Loire et Climat de la Sarthe.
En 2010, le climat de la commune est de type climat océanique altéré, selon une étude du CNRS s'appuyant sur une série de données couvrant la période 1971-2000. En 2020, Météo-France publie une typologie des climats de la France métropolitaine dans laquelle la commune est exposée à un climat océanique et est dans la région climatique  Moyenne vallée de la Loire, caractérisée par une bonne insolation (1 850 h/an) et un été peu pluvieux. 
Pour la période 1971-2000, la température annuelle moyenne est de 11,6 °C, avec une amplitude thermique annuelle de 14,2 °C. Le cumul annuel moyen de précipitations est de 682 mm, avec 11,6 jours de précipitations en janvier et 6,2 jours en juillet. Pour la période 1991-2020, la température moyenne annuelle observée sur la station météorologique de Météo-France la plus proche, sur la commune de Marcé à 18 km à vol d'oiseau, est de 12,3 °C et le cumul annuel moyen de précipitations est de 701,1 mm,. Pour l'avenir, les paramètres climatiques de la commune estimés pour 2050 selon différents scénarios d'émission de gaz à effet de serre sont consultables sur un site dédié publié par Météo-France en novembre 2022.

### Voies de communication et transports

#### Réseau routier
L'autoroute A11, l'Océane, qui relie Nantes à Paris, traverse la commune du nord au sud. L'échangeur Sablé-La Flèche (sortie no 10) se situe à moins de six kilomètres de La Chapelle-d'Aligné, à hauteur du Bailleul. On y accède par la RD 23, qui arrive au sud en provenance de Durtal et repart au nord vers Le Bailleul. La RD 100 arrive au sud-est depuis Bazouges-sur-le-Loir. Elle repart vers l'ouest, où elle rejoint la RD 24 qui relie Durtal à Précigné. Enfin, la RD 102 bis quitte La Chapelle-d'Aligné au nord en direction de Crosmières.

#### Transport en commun
La ligne 3 (La Flèche ↔ Sablé-sur-Sarthe) du réseau TIS traverse La Chapelle-d'Aligné. Trois arrêts sont prévus sur la commune, à proximité de l'école au centre du village, ainsi qu'aux lieux-dits les « Pichonnières » et la « Croix de la Grange ».

## Urbanisme

### Typologie
Au 1er janvier 2024, La Chapelle-d'Aligné est catégorisée bourg rural, selon la nouvelle grille communale de densité à sept niveaux définie par l'Insee en 2022.
Elle est située hors unité urbaine. Par ailleurs la commune fait partie de l'aire d'attraction de Sablé-sur-Sarthe, dont elle est une commune de la couronne,. Cette aire, qui regroupe 39 communes, est catégorisée dans les aires de moins de 50 000 habitants,.

### Occupation des sols
L'occupation des sols de la commune, telle qu'elle ressort de la base de données européenne d’occupation biophysique des sols Corine Land Cover (CLC), est marquée par l'importance des territoires agricoles (80,5 % en 2018), en diminution par rapport à 1990 (82,7 %). La répartition détaillée en 2018 est la suivante : 
prairies (38,1 %), zones agricoles hétérogènes (22,2 %), terres arables (20,2 %), forêts (17,2 %), zones urbanisées (2 %), milieux à végétation arbustive et/ou herbacée (0,3 %). L'évolution de l’occupation des sols de la commune et de ses infrastructures peut être observée sur les différentes représentations cartographiques du territoire : la carte de Cassini (XVIIIe siècle), la carte d'état-major (1820-1866) et les cartes ou photos aériennes de l'IGN pour la période actuelle (1950 à aujourd'hui).

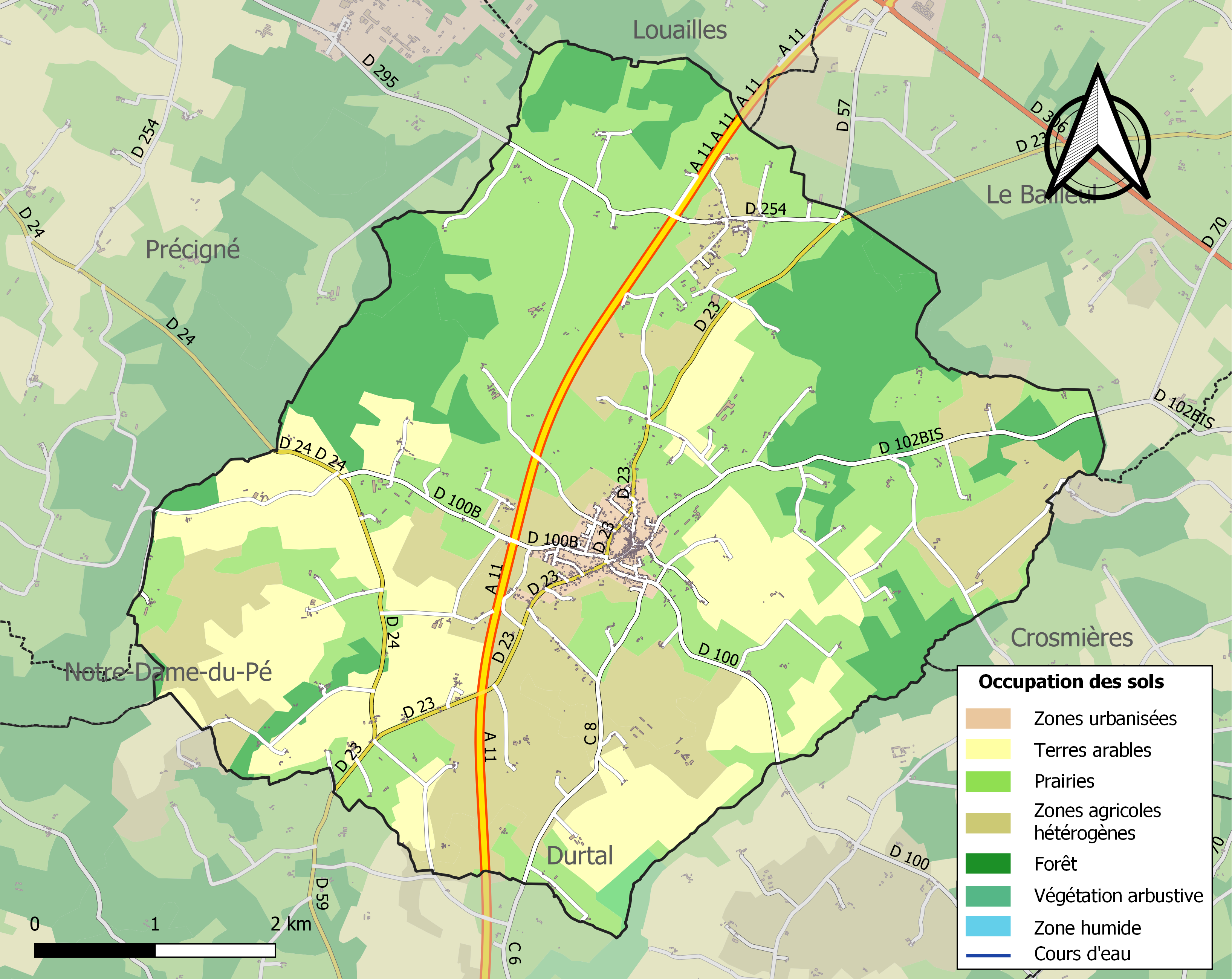
Carte des infrastructures et de l'occupation des sols de la commune en 2018 (CLC).

## Toponymie
Le terme « chapelle » est formé à partir du mot latin capa, en référence à la relique de la chape de saint Martin de Tours, suivi du suffixe diminutif -ella. Le mot capella a été utilisé en latin médiéval, dès le IXe siècle, pour désigner d'autres édifices religieux n'ayant pas les pleins droits paroissiaux. La forme du français central chapele est attestée dès 1100.
Le nom « Aligné » vient de Aliniacum ou villa Alinii, du nom d'un propriétaire terrien de l'époque gallo-romaine dénommé Alinius.
Le gentilé est Chapellois.

## Politique et administration

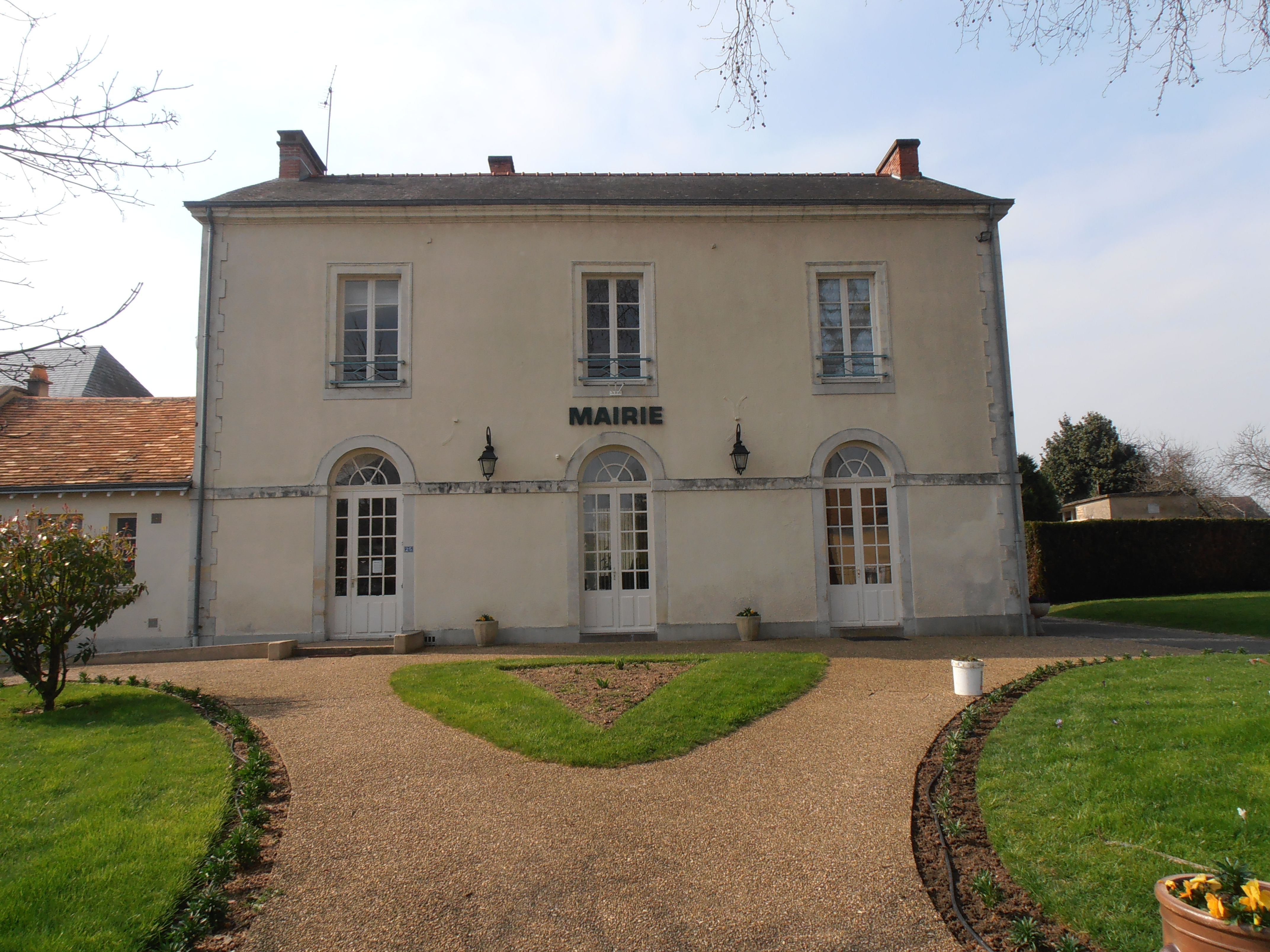
La mairie.

| Période                                  | Période            | Identité         | Étiquette | Qualité   |
| ---------------------------------------- | ------------------ | ---------------- | --------- | --------- |
| ?                                        | mars 2001          | Robert Godefroy  |           |           |
| mars 2001                                | mai 2020           | Christian Jariès | DVD       | Intendant |
| mai 2020                                 | Philippe Deslandes |                  | SE        | Retraité  |
| Les données manquantes sont à compléter. |                    |                  |           |           |

## Démographie
L'évolution du nombre d'habitants est connue à travers les recensements de la population effectués dans la commune depuis 1793. Pour les communes de moins de 10 000 habitants, une enquête de recensement portant sur toute la population est réalisée tous les cinq ans, les populations de référence des années intermédiaires étant quant à elles estimées par interpolation ou extrapolation. Pour la commune, le premier recensement exhaustif entrant dans le cadre du nouveau dispositif a été réalisé en 2004.
En 2022, la commune comptait 1 725 habitants, en évolution de +2,01 % par rapport à 2016 (Sarthe : −0,25 %, France hors Mayotte : +2,11 %).
| 1793 | 1800  | 1806  | 1821  | 1831  | 1836  | 1841  | 1846  | 1851  |
| ---- | ----- | ----- | ----- | ----- | ----- | ----- | ----- | ----- |
| 971  | 1 387 | 1 377 | 1 391 | 1 533 | 1 723 | 1 746 | 1 803 | 1 854 |

| 1856  | 1861  | 1866  | 1872  | 1876  | 1881  | 1886  | 1891  | 1896  |
| ----- | ----- | ----- | ----- | ----- | ----- | ----- | ----- | ----- |
| 1 810 | 1 751 | 1 740 | 1 560 | 1 658 | 1 613 | 1 572 | 1 547 | 1 507 |

| 1901  | 1906  | 1911  | 1921  | 1926  | 1931  | 1936  | 1946  | 1954  |
| ----- | ----- | ----- | ----- | ----- | ----- | ----- | ----- | ----- |
| 1 462 | 1 523 | 1 437 | 1 202 | 1 253 | 1 201 | 1 307 | 1 309 | 1 280 |

| 1962  | 1968  | 1975  | 1982  | 1990  | 1999  | 2004  | 2006  | 2009  |
| ----- | ----- | ----- | ----- | ----- | ----- | ----- | ----- | ----- |
| 1 235 | 1 148 | 1 067 | 1 041 | 1 098 | 1 165 | 1 258 | 1 342 | 1 518 |

| 2014  | 2019  | 2022  | - | - | - | - | - | - |
| ----- | ----- | ----- | - | - | - | - | - | - |
| 1 638 | 1 701 | 1 725 | - | - | - | - | - | - |

## Économie
En 2010, le revenu fiscal médian par ménage était de 27 774 €, ce qui plaçait La Chapelle-d'Aligné au 18 107e rang parmi les 31 525 communes de plus de 39 ménages en métropole.
En 2009, la population âgée de 15 à 64 ans s'élevait à 980 personnes, parmi lesquelles on comptait 82,3 % d'actifs dont 74,8 % ayant un emploi et 7,6 % de chômeurs.
On comptait 282 emplois dans la zone d'emploi, contre 274 en 1999. Le nombre d'actifs ayant un emploi résidant dans la zone d'emploi étant de 735, l'indicateur de concentration d'emploi est de 38,4 %, ce qui signifie que la zone d'emploi offre un peu moins d'un emploi pour trois habitants actifs.
Au 31 décembre 2010, La Chapelle-d'Aligné comptait 96 établissements : 36 dans l’agriculture-sylviculture-pêche, 2 dans l'industrie, 9 dans la construction, 41 dans le commerce-transports-services divers et 8 étaient relatifs au secteur administratif. En 2011, cinq entreprises ont été créées à La Chapelle-d'Aligné.

## Lieux et monuments
- Château et jardins des Gringuenières, XVIIe siècle.
- Le manoir des Alignés, XVe siècle.
- Le manoir du Sentier, XVe siècle.
- Le manoir de la Michalière, XVe siècle.
- Le château de Coulon, fin du XVe siècle, début du XVIe siècle.

### Patrimoine religieux

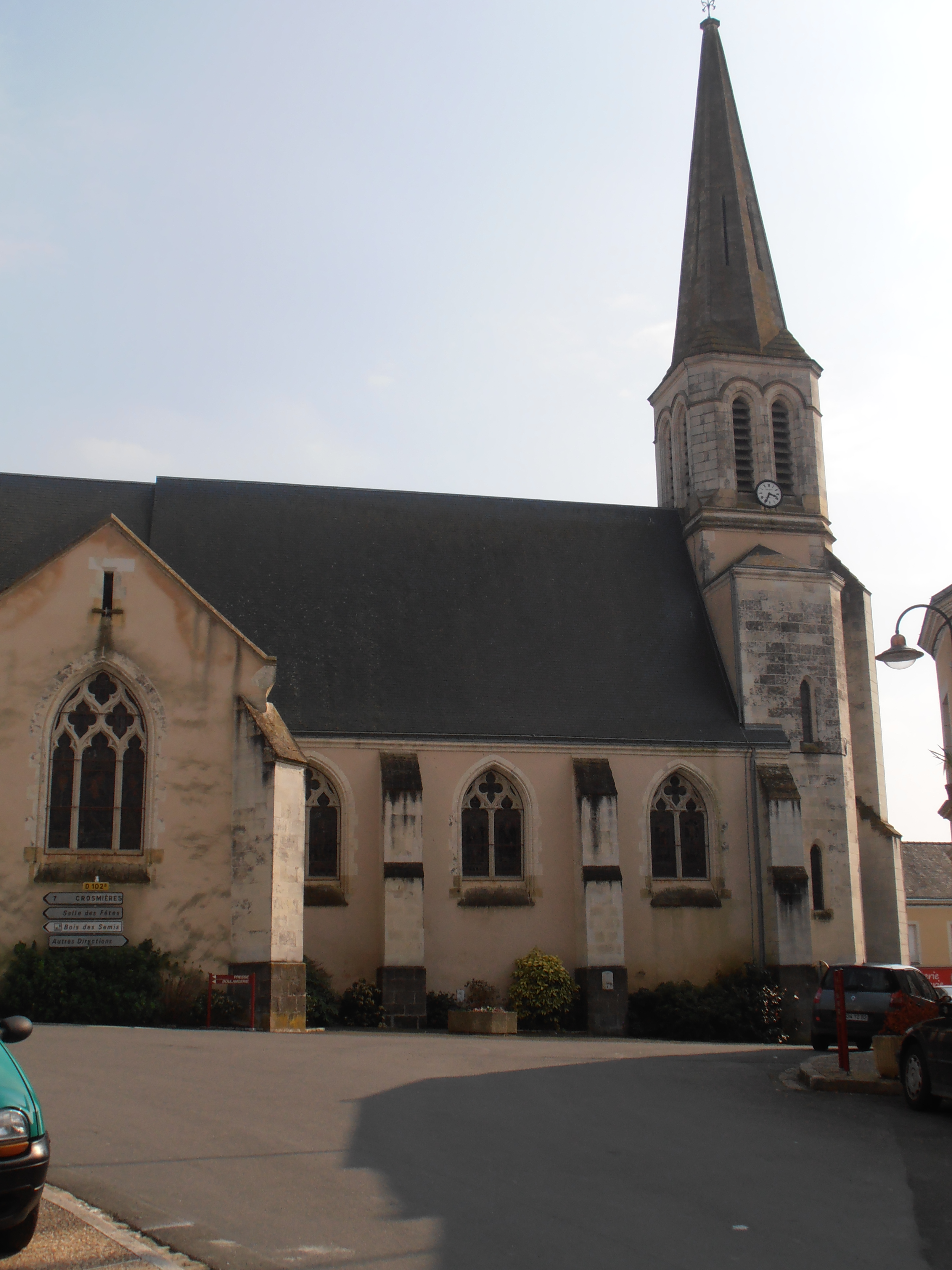
L'église Saint-Jean-Baptiste.

- Église Saint-Jean-Baptiste.